# Schwemser Spitze
Schwemser Spitze (wł. Punta d'Oberettes) – szczyt w Alpach Ötztalskich, części Centralnych Alp Wschodnich. Leży we Włoszech w Tyrolu Południowym. Od zachodu szczyt przykrywa lodowiec Oberettesferner, od północy Steinschlagferner, a od południa Schwemser Ferner. Jest to najwyższy szczyt podgrupy Alp Ötztalskich - Saldurkamm. 
Szczyt można zdobyć drogami ze schroniska Oberetteshütte (2670 m). Pierwszego wejścia dokonali J. Hoffmann i Josef Spechtenhause 2 września 1875 r.